# 北方花鳅
北方花鳅（学名：Cobitis granoci）为鳅科花鳅属的鱼类。在中国，分布于黑龙江、滦河上游、湟水、额尔齐斯河和蒙古等。该物种的模式产地在鄂木斯克、额尔齐斯河。

## 扩展阅读
維基物種上的相關：北方花鳅